# Han-zeitliche Gräber der Zhongshan-Herrscher
Die Han-zeitlichen Gräber der Zhongshan-Herrscher (chinesisch 汉中山王墓, Pinyin Hàn Zhōngshān wáng mù) sind verschiedene Gräber von Zhongshan-Herrschern aus der Zeit der Han-Dynastie.
Sie befinden sich auf dem Gebiet von Dingzhou 定州市 - dem früheren Kreis Ding (定县 "Dingxian") - in der chinesischen Provinz Hebei. Es handelt sich um Gräber aus der Westlichen und der Östlichen Han-Dynastie. Ihre Zeit wird auf etwa −154 bis +184 angegeben. Sie sind über den Osten, Westen und Süden von Dingzhou verstreut. Es gibt viele Nebengräber. Es fanden sich reichlich Grabbeigaben und Kulturrelikte.
Seit 1959 wurden nacheinander die Gräber der Herrscher Jian von Zhongshan (Liu Yan), Mu von Zhongshan (Liu Chang), Huai von Hongshan (Liu Xiu) sowie die Gräber Sanpanshan Nr. 120 bis 122 und Lingbei Nr. 137 ausgegraben.
Die Gräber stehen seit 2001 auf der Liste der Denkmäler der Volksrepublik China (5-147).

## Grab von Liu Xiu, Prinz Huai von Zhongshan (Westl. Han-Dynastie)
Für das Grab von Liu Xiu 刘修 (gest. −55), das sogenannte Grab Nr. 40, wurde das „Huangchang ticou“-Arrangement gewählt, der Grabherr trug ein Totengewand aus mit Goldfäden vernähten Jadeplättchen, ausgegraben wurden verschiedene Bambustäfelchen-Texte (s. u.), darunter eine Fassung der Gespräche des Konfuzius (Lunyu) und des Wenzi - die "Bajiaolang-Bambustäfelchen des Wenzi" (Bajiaolang jian Wenzi) - Textfunde, die neues Licht auf die Textgeschichte dieser Werke werfen.

### Bambustexte
Dort entdeckte Textfunde werden meist unter der Bezeichnung Dingxian Hanjian 定县汉简 („Han-zeitliche Bambusschreibtäfelchen aus Dingxian“) bzw. Dingzhou Hanmu zhujian 定州汉墓竹简 („Bambustäfelchen des Han-Grabes von Dingzhou“) zusammengefasst. Im Einzelnen sind dies die Texte:
- 1 Lunyu 论语 (unter dem Titel „Dingzhou Hanmu zhujian Lunyu“ 1997 im Verlag Wenwu chubanshe erschienen)
- 2 Rujia zhe yan 儒家者言
- 3 Ai gong wen wu yi 哀公問五義/哀公问五义
- 4 Bao Fu zhuan 保傅傳
- 5 Tai gong 太公
- 6 Wenzi 文子
- 7 Lu'an wangchao wufeng ernian zhengyue qiju ji 六安王朝五凤二年正月起居记
- 8 Rishu 日书 (bzw. Rishu zhanbu 日书•占卜)

Die Textfunde werden vom Provinzmuseum Hebei aufbewahrt, ein Teil der Texte ging beim Erdbeben von Tangshan 1976 verloren.

## Grab von Liu Yan, Prinz Jian von Zhongshan (Östl. Han-Dynastie)
Im Grab von Liu Yan 刘焉 wurden 174 beschriftete Steinblöcke (shikuai) entdeckt, darauf sind viele Ortsnamen des Zhongshan-Reiches und seiner Nachbarn verzeichnet, ein für die historische Geographie von Zhongshan und für die chinesische Paläographie wertvoller Fund.

## Grab von Liu Chang, Prinz Mu von Zhongshan (Östl. Han-Dynastie)
Im Grab von Liu Chang 刘畅, dem Grab Nr. 43, wurde ein Totengewand aus mit Silberfäden vernähten Jadeplättchen sowie eine große Menge exquisiter Gold-, Silber-, Bronze-, Eisen- und Jadeartefakte entdeckt.